# سیارک ۳۳۰۳۵
سیارک ۳۳۰۳۵ (به انگلیسی: 33035 Pareschi، نامگذاری:1997SZ9) سی و سه هزار و سی و پنجمین سیارک کشف شده‌است که در ۲۷ سپتامبر ۱۹۹۷ کشف شد.